# Logum Edé
Logum Edé, auch Logunedé, ist ein Orixá (ein Gott) des brasilianischen Candomblé.
Er wird als Sohn von Oxum Yéyé Ipondá und Oxóssi Odé Erinlé Ibò verehrt und gilt gewissermaßen als eine Mischung aus beiden, aus Wasser und Erde, aus Schönheit und Kampf. Seine Anhänger sehen ihn als einen der schönsten und als sehr verführerischen Orixá an. Im Glauben des Candomblé lebt er die eine Hälfte des Jahres mit seiner Mutter Oxum im Fluss und die andere Hälfte des Jahres mit seinem Vater Oxóssi in den Wäldern, da seine Eltern sich getrennt haben. Somit gilt er gleichermaßen als Beschützer der Fischer und der Jäger.
Er heiratet nie, seine ihm liebste Begleiterin ist die ebenfalls einsam und in zwei Welten lebende Euá.
Gegrüßt wird er mit Logun ô akofá!

## Legenden
Die Legende Logum Edé wird aus den Wassern gerettet / Logum Edé é salvo das águas bezeichnet ihn als „Prinz des Charme und der Magie“. Logun Edé ist der einzige Orixá, von dem es keine Qualitäten gibt, deshalb kann es nur einen einzigen Initiierten in einem Candomblé-Haus (einem Tempel des Candomblé) geben.

## Symbol

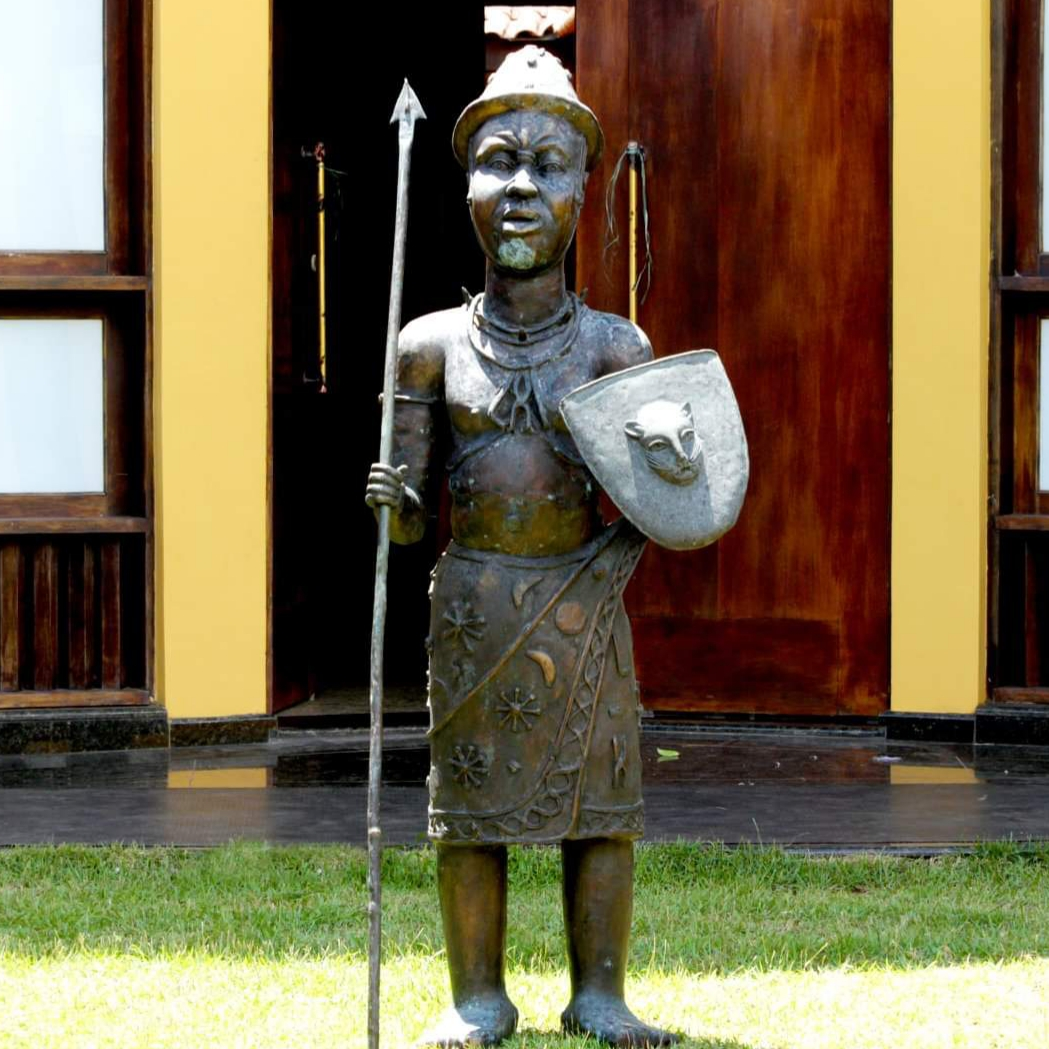
Bronzestatue im Templo dos Orixás in Mongaguá, São Paulo

Die Attribute von Logum Edé sind eine Waage, ein Ofá (Pfeil und Bogen) wie von seinem Vater Oxóssi, ein Abebé (ein Spiegel) wie von seiner Mutter Oxum sowie Seepferdchen. Als Jäger hat er sein Ofá (zusammen mit geheimen Magieformeln) von den Iá Mi Oxorongá (auch Iyami Osoronga),, den Hexen, geschenkt bekommen.
Sein ihm geweihter Tag ist der Donnerstag.

## Erscheinungsbild
Seine ihm Geweihten, die sogenannten Töchter und Söhne (bras.: filhas- e filhos-de-santo), sind zweigesichtig und wirken immer jung.
„Seine Dualität zeigt sich auf dem Niveau des Verhaltens, so dass er sich in bestimmten Situationen als süß und wohlwollende wie Oxum zeigt und in anderen ernst und einsam wie Oxóssi. Logum Edé ist ein Orixá der Widersprüche; in ihm ergänzen sich die Gegensätze; er ist ein Gott der Überraschung und des Unerwarteten.“
Sie sind einsam, narzisstisch und stolz – sie meinen, die Hüter der Wahrheit zu sein und die Schönsten von allen.